# الحظ والتواصل (فلم هندي)
Kismat Konnection (بالعربية: الحظ والتواصل) هو فيلم بوليوودي من إخراج عزيز ميرزا أفلام مثل نعم بوس (1997)، فير بهي ديل هاي الهندوستانية (2000) وشالت شالت (2003) الذي أخرج سابقا. الفيلم النجوم شاهيد كابور وفيديا بالان في الأدوار الرئيسية مع جوهي تشاولا في دور مساند. شاه روخان هو الراوي. التي تنتجها راميش تايراني تحت راية صناعات نصائح، Kismat Konnection صدر في 18 يوليو 2008

## وصلات خارجية
- مقالات تستعمل روابط فنية بلا صلة مع ويكي بيانات